# Nuevo Chihuahua
Nuevo Chihuahua es una localidad perteneciente al municipio de Benemérito de las Américas en el Estado de Chiapas de los Estados Unidos Mexicanos, localizado en el extremo este del territorio nacional.

## Geografía
Ubicado en la carretera fronteriza sur No. 307 en el km. 226, se encuentra a escasa distancia de la línea que marca la Frontera entre Guatemala y México constituyendo así un punto fronterizo entre los dos países.
Colindando al norte con el Ejido Roberto Barrios, al sur con el Ejido Nuevo Quetzalcoatl y al oeste con el Ejido Nuevo Paraíso, es considerado el centro de la zona puesto que se encuentra a la mitad entre las ciudades más próximas, Palenque y Comitán de Domínguez.

## Economía
Es un ejido dedicado principalmente a la explotación Ganadera y agrícola así como de otros recursos naturales.

## Educación
La comunidad cuenta con tres niveles escolares, Nivel Básico preescolar, Nivel Básico Primaria y Nivel Secundario. Las escuelas son del tipo público gratuito impartido por la Secretaria de educación pública.

## Deporte
Contando con diversas instalaciones para practicar diferentes tipos de deportes, y entre los más populares:
- Fútbol
- Béisbol
- Voleibol
- Básquetbol

## Fundación
Nuevo Chihuahua fue fundado en 1982 por los hermanos Joaquín López y Thomás López,
originarios de Chihuahua, Chihuahua. Fue así el nombre del ejido "Nuevo Chihuahua".